# مجموعه بناهای ساروتقی
مجموعه بناهای ساروتقی مربوط به دوره صفوی است و در اصفهان، بازار بزرگ، خیابان مشیر یخچال، کوچه گلبهار واقع شده و این اثر در تاریخ ۹ آذر ۱۳۴۹ با شماره ثبت ۹۰۳ به‌عنوان یکی از آثار ملی ایران به ثبت رسیده‌است.
این مجموعه شامل بازار و کاروانسرای است.